# Heidelberger Sukzessionsvertrag
Der Heidelberger Sukzessionsvertrag war ein Vertrag im Hause Wittelsbach, der am 2. November 1553 in Heidelberg zwischen den pfälzischen Wittelsbachern als Präsumptiv-Erben der Kurpfalz und der Kurfürstenwürde geschlossen wurde. Er war innerhalb dieser Familie der letzte von mehreren Verträgen, in dem die Erbfolge und das Erbe nach dem zu erwartenden Aussterben der Heidelberger Linie der Pfalzgrafen bei Rhein geregelt wurden. Ziel war der Erhalt der Kurwürde bei den pfälzischen Wittelsbachern und die Abwehr der Ansprüche der bayerischen Wittelsbacher auf die pfälzische Kurwürde. Der Hausvertrag von Pavia von 1329 bestimmte für das Haus der Wittelsbacher, dass die pfälzischen und bayerischen Wittelsbacher in der Kurwürde alternieren sollten, was jedoch bisher nicht der Fall gewesen war. Die Goldene Bulle von 1356 bestimmte den Pfalzgrafen bei Rhein zum Erztruchsess des Heiligen Römischen Reiches. Die weltlichen Kurfürstenwürden vererbten sich gemäß der Primogenitur, somit konnte nur genau ein männlicher Erbe Nachfolger in einer Kurfürstenwürde werden.

## Beteiligte
Vertragspartner waren alle damals lebenden pfälzischen Wittelsbacher: Kurfürst Friedrich II. von der Pfalz, dessen Ehe kinderlos geblieben war, dessen unverheirateter Bruder Herzog Wolfgang von Pfalz-Neumarkt, und beider Neffe Herzog Ottheinrich von Pfalz-Neuburg, dessen Ehe gleichfalls kinderlos geblieben war. Sie vertraten die Heidelberger Linie der Pfalzgrafen, deren Aussterben abzusehen war. Als Präsumptiv-Erben traten die übrigen pfälzischen Wittelsbacher dem Vertrag bei: Von der Linie Pfalz-Simmern der alte Herzog Hans und seine drei Söhne, die Herzoge Friedrich, Georg und Reichard, von der Linie Pfalz-Zweibrücken Herzog Wolfgang für sich selbst und als Vormund seines minderjährigen Vetters Herzog Georg Hans von Pfalz-Veldenz. Den minderjährigen Georg Hans vertraten weiter seine beiden Untervormünder Ludwig von Eschenau, kurpfälzischer Großhofmeister, und Job Weidenkopf von Okenheim, Landschreiber zu Lichtenberg. Georg Hans glaubte sich später übervorteilt. Der Historiker Bachmann wies dies zurück, denn „es gedenkt sich gar nicht, daß der einzige minderjährige Prinz von so vielen vortreflichen Fürsten habe wollen vervortheilet werden, oder daß sein Herr Obervormund, der gleiches Interesse mit ihm hatte, oder seine Untervormünder solches würden haben geschehen lassen.“

## Vertragsinhalt
Beide Linien, Pfalz-Simmern und Pfalz-Zweibrücken, hatten zuvor in geheimen Verträgen, dem Disibodenberger Vertrag von 1541 und dessen Erneuerung von 1546, unter sich vereinbart, danach zu streben, bei dem Aussterben der Kurlinie die Kurwürde mit vereinter Kraft für sich zu erhalten und die Kurpfalz unter sich aufzuteilen. 1545 und 1551 hatten sich die Pfalzgrafen gegen die Ansprüche der bayerischen Linien verbündet. Am Tag des Vertrages von 1551, dem 18. März 1551, wurden dem Kurfürst die Geheimverträge bekannt gemacht, worauf der sogleich am Folgetag, dem 19. März 1551, einen neuen Vergleich zuwege brachte, mit dem Inhalt, dass der Herzog von Pfalz-Simmern ihm sukzedieren und die Kurlande ungeteilt erhalten sollte.
Dies wurde nun 1553 zwischen allen Pfalzgrafen in feierlicher Form wiederholt und bekräftigt. Herzog Hans von Pfalz-Simmern oder, falls er beim Aussterben der Kurlinie bereits verstorben sein würde, dessen ältester Sohn im Laienstand sollten in Kurpfalz sukzedieren und die Kurlande ungeteilt erhalten, Herzog Wolfgang und Herzog Georg Hans sollten mit anderen Territorien abgefunden werden.
1559 starb die Kurlinie aus und die Erbfolge wurde so geregelt, wie es im Heidelberger Sukzessionsvertrag sechs Jahre zuvor bestimmt worden war. Herzog Friedrich von Pfalz-Simmern erhielt die Kurwürde und die Kurpfalz, Herzog Wolfgang von Pfalz-Zweibrücken erhielt das eine Generation zuvor neu entstandene Fürstentum Pfalz-Neuburg, die sogenannte Junge Pfalz. Herzog Georg Hans von Pfalz-Veldenz erhielt die Grafschaft Lützelstein.

## Belege
1. ↑  Bachmann 1780, S. 49
2. ↑  Bachmann 1780, S. 50 f.
3. ↑  Bachmann 1780, S. 37
4. ↑  Bachmann 1780, S. 37 f.
5. ↑  Bachmann 1780, S. 38 ff.